# ハーバート・ドゥルース
ハーバート・ドゥルース（Herbert Druce、1846年7月14日 - 1913年4月11日）は、イギリスの昆虫学者である。多くの鱗翅類のコレクションをつくり、記載を行った。

## 略歴
ロンドンに生まれた。子供時代から昆虫学に興味を持ち、1867年に王立昆虫学会の会員に選ばれ、1872年にはロンドン動物学会、1872年にはロンドン・リンネ協会の会員に選ばれた。熱帯地域の蝶類の収集と記載を行った。中央アメリカに収集旅行し、ゴドマン（Frederick DuCane Godman）や、オズバート・サルヴィン（Osbert Salvin）らの事典、「中央アメリカの生物」（"Biologia Centrali Americana":1879-1915）に貢献した。ロンドン昆虫学会紀陽や、動物学会誌、多くの自然科学の定期刊行誌にモノグラムや記載論文を発表した。1885年から1892年の間、王立昆虫学会の理事を務めた。王立地理学会の会員でもあった。ドゥルースの膨大な昆虫のコレクションは、ゴドマンと、サルヴィンに譲られた後、大英博物館に寄贈された。
息子のチャールズ・ジェームズ・ドゥルースも有名な鱗翅類の研究家となった。

## 著作

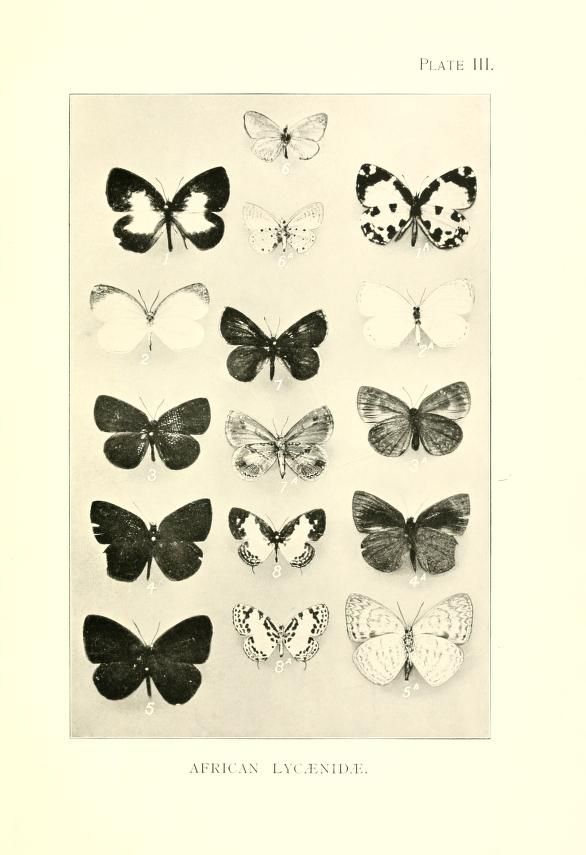
著書の図版

- Descriptions of new genera and species of Lepidoptera from Costa Rica. Cistula entomologica, 1 :S. 95–118 ( アーサー・ガーディナー・バトラーと共著), 1872
- Miscellaneous papers on Lepidoptera, extracted from various periodicals, Ausgaben 1-36, 1875
- A list of the collection of diurnal Lepidoptera made by Mr. J. J. Monteiro, in Angola, with descriptions of some new species, 1875
- Biologia centrali-americana; or, Contributions to the knowledge of the fauna and flora of Mexico and Central America. Insecta. Lepidoptera-Heterocera (Frederick DuCane Godman, Osbert Salvin,Thomas de Grey Walsinghamと共著), 1881
- The story of the rear column of the Emin Pasha Relief Expedition ( Frederick DuCane Godman, Richard Bowdler Sharpe, Osbert Salvin ,Henry Walter Batesと共著), 1891
- Descriptions of some new species of Heterocera from tropical America, 1899
- Descriptions of some new species of Heterocera from tropical South America, 1906
- On Neotropical Lycaenidae, with Descriptions of New Species. Proceedings of the Zoological Society of London :S. 566–632, Tafeln 31–36, 1907